# Knuffeldag
Knuffeldag (USA: National Hugging Day) is een jaarlijks terugkerende feestdag rond het thema knuffelen. Hij werd bedacht door dominee Kevin Zaborney en vindt plaats op 21 januari.
De feestdag werd voor het eerst gevierd in 1986 in Clio, Michigan, USA. De feestdag wordt echter ook nog in enkele andere landen gevierd.
Het idee achter knuffeldag is iedereen aan te moedigen om familie en vrienden vaker te knuffelen. Bedenker Zaborney raadt wel aan om eerst even te vragen of de andere persoon een knuffel ziet zitten wanneer je niet zeker bent.

## Geschiedenis
Het idee van knuffeldag kwam voor het eerst voor in de publicatie Chase's Calendar of Events in 1986, een lijst die gepubliceerd werd door een kennis van Zaborney.
Zaborney koos 21 januari omdat deze datum ergens in de periode tussen de feestdagen en Valentijn viel, en hij de observatie maakte dat mensen dan vaak een moeilijke periode doormaken.
Hij vond dat "de Amerikaanse maatschappij te verlegen is om zijn gevoelens publiek te uiten" en hoopte dat een nationale knuffeldag daar verandering in zou kunnen brengen, hoewel hij initieel dacht dat het idee zou mislukken.